# 780
780（七百八十、ななひゃくはちじゅう）は自然数、また整数において、779の次で781の前の数である。

## 性質
- 780は合成数であり、約数は1, 2, 3, 4, 5, 6, 10, 12, 13, 15, 20, 26, 30, 39, 52, 60, 65, 78, 130, 156, 195, 260, 390, 780である。
  - 約数の和は2352。
  - 190番目の過剰数である。1つ前は774、次は784。
    - σ(n) ≧ 3n を満たす n とみたとき13番目の数である。1つ前は720、次は840。(ただしσは約数関数、オンライン整数列大辞典の数列 A023197)
- 780 = 1 + 2 + 3 + 4 + 5 + 6 + 7 + 8 + 9 + 10 + … + 38 + 39
  - 39番目の三角数である。1つ前は741、次は820。
    - 三角数が過剰数になる12番目の数である。1つ前は666、次は820。(オンライン整数列大辞典の数列 A074315)
    - 三角数がハーシャッド数になる19番目の数である。1つ前は666、次は820。
    - 三角数において各位の和も三角数になる25番目の数である。1つ前は703、次は820。(オンライン整数列大辞典の数列 A062099)
- 20番目の六角数である。1つ前は703、次は861。
- 780 = 51 + 52 + 53 + 54
  - a = 5 のときの a 1 + a 2 + a 3 + a 4 の値とみたとき1つ前は340、次は1554。
  - 5の自然数乗の和とみたとき1つ前は155、次は3905。
- 7802 + 1 = 608401 であり、n 2 + 1 が素数になる96番目の数である。1つ前は764、次は784。
- 四つ子素数の和で表せる4番目の数である。1つ前は420、次は3300。
780 = 191 + 193 + 197 + 199
- 179番目のハーシャッド数である。1つ前は777、次は782。
  - 15を基とする9番目のハーシャッド数である。1つ前は735、次は825。
- 780 = 22 + 102 + 262 = 102 + 142 + 222
  - 3つの平方数の和2通りで表せる162番目の数である。1つ前は763、次は788。(オンライン整数列大辞典の数列 A025322)
  - 異なる3つの平方数の和2通りで表せる148番目の数である。1つ前は771、次は787。(オンライン整数列大辞典の数列 A025340)
- 780 = 22 × 3 × 5 × 13
  - 4つの異なる素因数の積で p 2 × q × r × s の形で表せる4番目の数である。1つ前は660、次は924。(オンライン整数列大辞典の数列 A189982)
- 780 = 32 × 25 − 32 × 23 + 6 × 2
  - x = 2 のときの 第二種チェビシェフ多項式U5(x) = 32x 5 − 32x 3 + 6x の値とみたとき1つ前は6、次は6930。(オンライン整数列大辞典の数列 A242850)
- 約数の和が780になる数は2個ある。(342, 531) 約数の和2個で表せる51番目の数である。1つ前は774、次は784。
- 各位の和が15になる58番目の数である。1つ前は771、次は807。

## その他 780 に関連すること
- ISO 3166-1（JIS X 0304）国名コードの780は、トリニダード・トバゴ。
- バーコード規格、EANの国コード780は、チリ。
- 名鉄モ780形電車
- 国鉄サハ780形電車
- Ross 780
- ミズーリ (USS Missouri, SSN-780) は、アメリカ海軍の攻撃型原子力潜水艦。
- VAX11-780は時にMIPSの基準として使われる。
- キャセイパシフィック航空780便事故